# Cenopalpus ruber
Cenopalpus ruber är en spindeldjursart som beskrevs av Wainstein 1960. Cenopalpus ruber ingår i släktet Cenopalpus och familjen Tenuipalpidae. Inga underarter finns listade i Catalogue of Life.